# 佩琴加

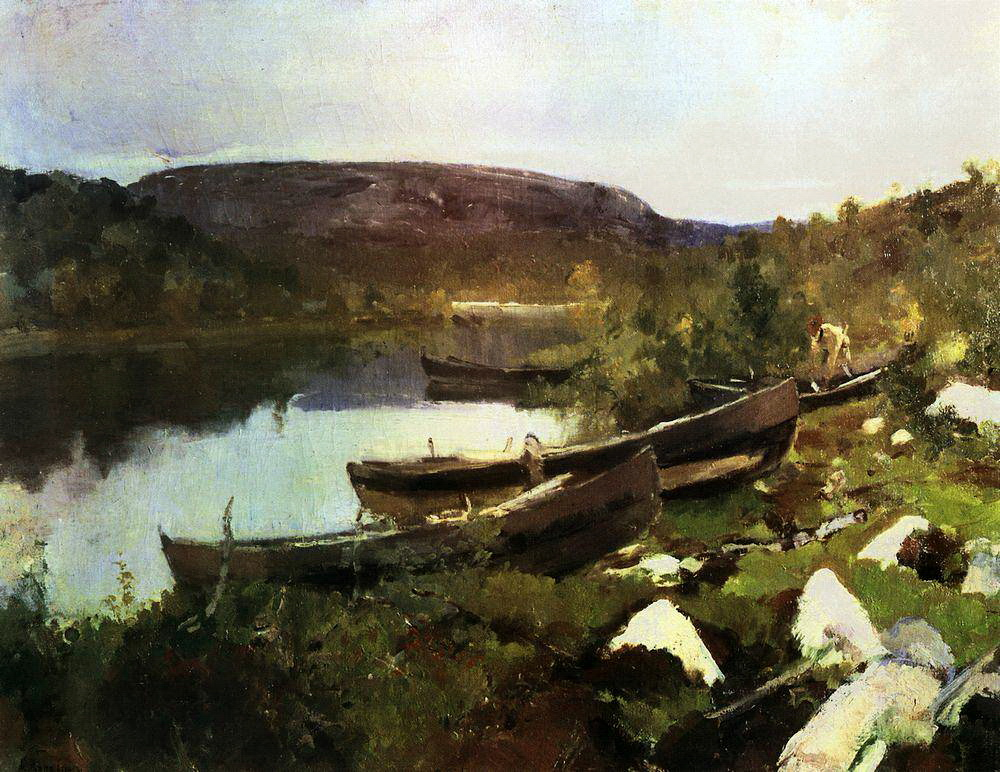
Konstantin Korovin. Fishing Boats at the Pechenga.

佩琴加（俄語：Пече́нга；芬兰语与瑞典語：——佩察莫）是俄罗斯摩尔曼斯克州佩琴加区的一个镇。人口：2010年人口3,188；2002年人口2,959；1989年人口2,671。。芬兰语与瑞典語舊名佩察莫（Petsamo）。

## 历史
佩琴加土著居民是萨米人。1533年成为俄国一部分。1920年苏芬《塔爾圖和約》割让给芬兰，作为佩察莫省的首府。1921年发现镍矿。1935年开始商业开采。1940年2月苏芬冬季战争中于被苏联占领，但战后便归还芬兰。1944年9月，芬兰在继续战争中被苏联击败，佩察莫省全数割予苏联。
俄罗斯陆军第200独立摩托化步兵旅驻扎在此。

## 地理
位于佩琴加河左岸，距离摩尔曼斯克以西135 km。